# Spilinga
Spilinga – miejscowość i gmina we Włoszech, w regionie Kalabria, w prowincji Vibo Valentia.
Według danych na rok 2004 gminę zamieszkiwało 1608 osób, 89,3 os./km².